# أدولف ستوكر
أدولف ستوكر (مواليد 1894) هو مبارز بالسيف سويسري، مثّل بلاده في الألعاب الأولمبية الصيفية 1936.

## روابط خارجية
أدولف ستوكر على موقع أوليمبيديا (الإنجليزية)